# تپه داشی کاروانسرا
تپه داشی کاروانسرا مربوط به دوران‌های تاریخی پس از اسلام است و در شهرستان تاکستان، روستای داش کاروانسرا واقع شده و این اثر در تاریخ ۲۵ اسفند ۱۳۷۹ با شمارهٔ ثبت ۳۱۴۶ به‌عنوان یکی از آثار ملی ایران به ثبت رسیده است.